# Estación de Saint-Marcel
Saint-Marcel (en español: San Marcelo) es una estación del metro de París perteneciente a la línea 5. Se encuentra en el XIII Distrito, al sur de la capital.

## Historia
La estación se abrió el público el 2 de junio de 1906 dentro del tramo inicial de la línea 5.
Situada cerca del bulevar Saint-Marcel debe su denominación a Marcelo de París que fue obispo de la ciudad.

## Descripción
Se compone de dos andenes laterales de 75 metros de longitud y dos vías.
Está diseñada en bóveda elíptica revestida completamente de los clásicos azulejos blancos biselados del metro parisino. Su iluminación ha sido renovada empleando el modelo vagues (olas) con estructuras casi adheridas a la bóveda que sobrevuelan ambos andenes proyectando la luz en varias direcciones.
La señalización por su parte usa la moderna tipografía Parisine donde el nombre de la estación aparece en letras blancas sobre un panel metálico de color azul. Por último, los asientos son sencillos bancos de madera.

## Accesos
La estación dispone de dos accesos situados en el bulevar del Hospital, lado par e impar.